# Himmerland

Himmerland es una península en el noreste de Jutlandia, Dinamarca. Está delimitado al norte y al oeste con el Limfjord, al este por el Kattegat, y al sur por el fiordo de Mariager.

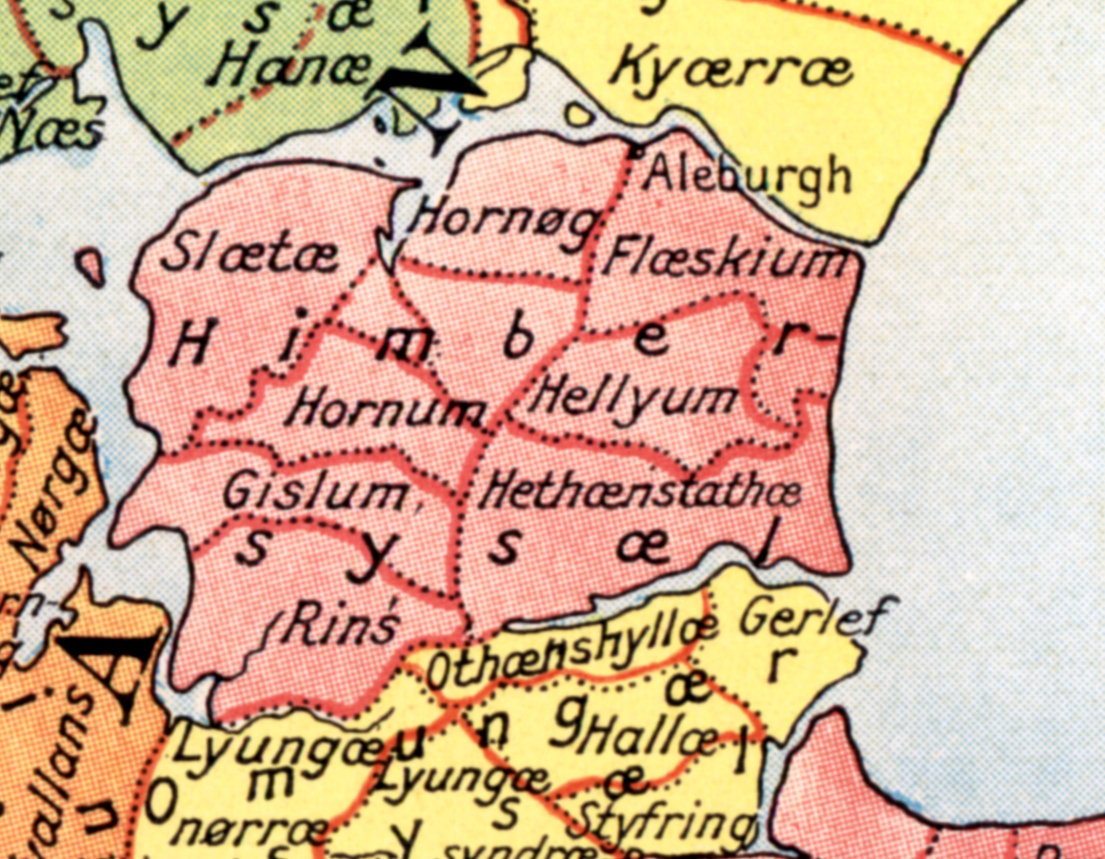
Himmerland

La ciudad más grande es Aalborg, los pueblos más pequeños incluyen Hobro, Aars, Løgstør, Støvring y Nibe. En el noreste de Himmerland está Lille Vildmose, el mayor pantano de Dinamarca, que tiene una rica población de aves silvestres.
En general se supone que el nombre se deriva de la tribu de los Cimbros, ya que, en la "Geografía" de Tolomeo (siglo segundo. AD), el Kimbroi se encuentran en la parte más septentrional de la península de Jutlandia, llamado Kimbrikē Chersonesos